# Черкаський державний технологічний університет
Черкаський державний технологічний університет — заклад вищої освіти України IV рівня акредитації, розташований у  місті Черкаси (Україна).
Університет є багатогалузевим технологічним закладом вищої освіти, який провадить освітню діяльність за різними ступенями вищої освіти (у тому числі доктора філософії), проводить фундаментальні та прикладні наукові дослідження, має розвинуту інфраструктуру навчальних і наукових підрозділів, сприяє поширенню наукових знань та провадить культурно-просвітницьку діяльність.

В університеті діє інформаційний центр Європейського Союзу в Черкаській області.
Повне найменування англійською мовою − Cherkasy State Technological University.

Скорочене найменування українською мовою — ЧДТУ.

Скорочене найменування англійською мовою − ChSTU.

## Структура
До структури Університету входять:

Головний вхід

- 7 факультетів, що об'єднують кафедри та лабораторії;
- відокремлений структурний підрозділ «Смілянський промислово-економічний фаховий коледж Черкаського державного технологічного університету» (скорочене найменування українською мовою — ВСП СПЕФК ЧДТУ) (вулиця Кармелюка, б. 80А, м. Сміла, Черкаська область, 20706);
- науково-дослідний інститут;  бібліотека; підготовче відділення;
- центри і відділи: по роботі з іноземними студентами: аспірантури і докторантури, міжнародних зв'язків; проєктів та програм; студентського розвитку та культурних програм; редакційно-видавничий та інші підрозділи;
- навчальні, науково-дослідні, дослідно-конструкторські, дослідно-впроваджувальні, конструкторсько-технологічні, інформаційні, сертифікаційні, виробничі та інші підрозділи, у тому числі полігони;
- навчально-виробничі майстерні, виробничі, комерційні підрозділи, автошкола;
- адміністративно-управлінські та господарські підрозділи, їдальня;
- бази відпочинку: «Рось» (вулиця Десантників, 255, с. Хрещатик, Черкаський район, Черкаська область, 19611), «Топольок» (вулиця Приморська, 102А, с. Чорноморка, Очаківський район, Миколаївська область, 57515).

Факультети ЧДТУ
- Будівельний
- Комп'ютеризованих технологій машинобудування і дизайну
- Електронних технологій і робототехніки
- Харчових технологій та сфери обслуговування
- Економіки та управління
- Інформаційних технологій і систем
- Гуманітарних технологій
- Навчально-науковий центр по роботі з іноземними студентами

Корпуси ЧДТУ
- Корпус №1 — головний корпус, бульвар Шевченка, б.460, вихід до вулиці Кобзарської
- Корпус №2 — бульвар Шевченка, б.460
- Корпус №3 — бульвар Шевченка, б.460
- Корпус №4 — бульвар Шевченка, б.460, вихід до вулиці Гоголя
- Корпус №6 — вулиця Добровольського, б.5
- Корпус №7 — вулиця Добровольського, б.5
- Корпус №10 — бульвар Шевченка, б.333

Гуртожитки ЧДТУ
- Гуртожиток №1 — вулиця Кобзарська, б.58
- Гуртожиток №2 — вулиця Чехова, б.42
- Гуртожиток №3 — вулиця Смілянська, б.97/1
- Гуртожиток №4 — бульвар Шевченка, б.333

## Історія закладу вищої освіти
- 29 лютого 1960 р. — заснований відповідно до наказу Міністра вищої і середньої спеціальної освіти СРСР №115 «Про організацію загальнотехнічних факультетів на території Української РСР» як Черкаський загальнотехнічний факультет Київського технологічного інституту харчової промисловості.
- 25 травня 1961 року відповідно до наказу Міністра вищої та середньої спеціальної освіти УРСР №265 факультет перепідпорядковано Київському інженерно-будівельному інституту.
- 10 листопада 1977 року факультет реорганізовано у Черкаську філію Київського інженерно-будівельного інституту. Створено будівельний факультет, започатковано спеціальність «Промислове та цивільне будівництво» з вечірньою формою навчання.
- 1 грудня 1979 року відповідно до наказу Мінвузу УРСР від 07.09.1979 р. №368 Черкаську філію Київського інженерно-будівельного інституту було підпорядковано Київському політехнічному інституту.
- 26 липня 1991 року відповідно до Постанови Кабінету Міністрів Української РСР №109 на базі Черкаської філії Київського політехнічного інституту створено самостійний вищий навчальний заклад — Черкаським інженерно-технологічним інститут.
- Згідно з рішеннями міжгалузевої акредитаційної комісії від 15 грудня 2000 року та наказом Міністерства освіти і науки України від 25 грудня 2000 року Черкаський інженерно-технологічний інститут акредитовано за найвищим — IV — рівнем.
- 26 вересня 2001 року відповідно до розпорядження Кабінету Міністрів України за №406-р на базі Черкаського інженерно-технологічного інституту, що був ліквідований, утворено Черкаський державний технологічний університет.
- 2007 рік — ЧДТУ увійшов в десятку найкращих технічних вузів України. Отримавши 6,2 бали він посів восьме місце (перше місце — Національний лісотехнічний університет з 22,6 балів, друге — Одеська національна академія харчових технологій з 18,3 балів, третє — Київський національний університет технологій та дизайну з 18,2 балами).
- 7 жовтня 2010 року відбулося урочисте святкування 50-річного ювілею Черкаського державного технологічного університету.
- 21 жовтня 2010 року було проведено урочисте відкриття Площі Знань та скульптурної композиції «Сходи Знань» біля головного корпусу ЧДТУ.

## Керівники закладу вищої освіти
1. Лещенко Дмитро Дмитрович (1960—1970 рр.)
2. Аліпов Георгій Іванович (1970—1975 рр.)
3. Кайдаш Микола Геврасійович (1976—1980 рр.)
4. Поліщук Анатолій Костянтинович (1980—1987 рр.)
5. Биков Валентин Іванович (1987—1998 рр.)
6. Лега Юрій Григорович (1998—2014 рр.)
7. Качала Тамара Миколаївна (2014—2015 рр.)
8. Назаренко Сергій Анатолійович (виконуючий обов'язки, 2015—2016 рр.)
9. Григор Олег Олександрович (з 2016 р.)

## Заслужені працівники
- Лега Юрій Григорович –  Заслужений працівник народної освіти України (1999 р.), доктор технічних наук, професор
- Бушин Микола Іванович — Заслужений працівник освіти України (2007 р.), доктор історичних наук, професор
- Данилюк Алла Миколаївна — Заслужений працівник культури України (2009 р.)
- Ващенко Вячеслав  Андрійович — Заслужений діяч науки і техніки України (2013 р.), доктор технічних наук, професор
- Первунінський  Станіслав Михайлович –  Заслужений діяч науки і техніки України (2014 р.), доктор технічних наук, професор
- Лазуренко Валентин Миколайович — Заслужений працівник освіти України (2020 р.), доктор історичних наук, професор
- Поляков Святослав Петрович — Заслужений діяч науки і техніки України

## Почесні професори ЧДТУ
- Лещенко Дмитро Дмитрович (з 2001 р.)
- Сасько Григорій Тихонович (з 2002 р.)
- Льошенко Вадим Олексійович (з 2003 р.)
- Ткаченко Анатолій Платонович (з 2004 р.)
- Кунченко Юрій Петрович (посмертно, з 2006 р.)
- Ліманський Анджей (з 2006 р.)
- Дубровська Галина Миколаївна (з 2006 р.)
- Битько Микола Макарович (з 2007 р.)
- Охріменко Карл Якович (з 2007 р.)
- Семиноженко Володимир Петрович (з 2009 р.)
- Лісоченко Віталій Миколійович (з 2010 р.)
- Петков Петко Стоянов (з 2010 р.)
- Тодор Радев (з 2011 р.)
- Афонін Віктор Андрійович (з 2013 р.)
- Вербанов Іван Александров (з 2013 р.)
- Бушин Микола Іванович (з 2014 р.)
- Гребенюк Сергій Маркович (з 2014 р.)
- Шпак Володимир Тимофійович (з 2014 р.)
- Лега Юрій Григорович (з 2016 р.)
- Верлань Анатолій Федорович (з 2016 р.)
- Донченко Павло Архипович (з 2017 р.)
- Новрузов Айдин Новрузович (з 2017 р.)
- Столяренко Геннадій Степанович (з 2017 р.)
- Губар Євген Якович (з 2018 р.)
- Швидкий Валерій Васильович (з 2019 р.)
- Унрод Володимир Ізяславович (з 2019 р.)
- Тимченко Анатолій Анастасійович (з 2020 р.)
- Первунінський Станіслав Михайлович (з 2020 р.)
- Романенко Наталія Григорівна (з 2020 р.)

## Університет сьогодні
Основними напрямами діяльності ЧДТУ є:

- підготовка фахівців з вищою освітою різних ступенів за обраними ними спеціальностями згідно з державними замовленнями та договірними зобов'язаннями;
- підвищення кваліфікації фахівців за акредитованими освітніми програмами, курсова підготовка;
- підготовка громадян України, іноземних громадян та осіб без громадянства до вступу у заклади вищої освіти;
- підготовка іноземних громадян;
- міжнародна діяльність;
- наукова, науково-дослідна діяльність;
- профорієнтаційна, виховна, культурно-освітня, просвітницька, методична, видавничо-поліграфічна, спортивно-оздоровча діяльність;
- фінансово-господарська діяльність в Україні та за її межами.

У 2021 р. університет покращив свої показники у рейтингу закладів вищої освіти «Топ-200 Україна». У порівнянні з 2020 р. університет зміцнив свою позицію, піднявшись вгору на 41 сходинку (з 143 на 102). ЧДТУ за даним рейтингом займає 25-ту позицію серед закладів вищої освіти, які не мають статусу національного.  
Станом на 2021 рік університет у загальному рейтингу за показниками Scopus посідає 60-те місце серед університетів України, піднявшись на 79 позицій. ЧДТУ за даним рейтингом займає 12-ту позицію серед закладів вищої освіти, які не мають статусу національного.  Рейтинг базується на показниках бази даних Scopus, що є інструментом для відстеження цитованості наукових статей, які публікуються працівниками закладу освіти.
Черкаський державний технологічний  університет на сьогодні  це науково-освітній центр, який високоякісно працює за сучасними європейськими стандартами, впроваджуючи новітні технології підготовки фахівців, які в умовах  сьогодення успішно конкурують і в Україні, і на міжнародному рівні. Випускники  ЧДТУ — спеціалісти вищої  кваліфікації, які спроможні ефективно організовувати найскладніші виробництва.
Заклад вищої освіти має понад 60-річну історію свого розвитку та  увібрав на сьогодні  найвищі цінності наукової та освітньої ниви, ставши одним із фундаторів підготовки професіоналів інженерно-промислового виробництва у регіоні, працюючи над утвердженням позицій на національному рівні та в європейському просторі.  
В освітній політиці серед стратегічних цілей університету — підготовка висококваліфікованих, конкурентноспроможних спеціалістів, інтегрування у європейський освітній простір, подальше утвердження позицій на українському і міжнародному рівні. Здійснюється підготовка здобувачів вищої освіти за понад 100 освітніми програмами і спеціальностями різних ступенів та спеціальностей, за якими у ЧДТУ навчаються українські студенти та іноземні громадяни.
Поряд з підготовкою висококласних професіоналів професорсько-викладацький  склад сприяє формуванню національної  промислової та підприємницької еліти з державним мисленням, виховує патріотів рідної землі.
Кадровий потенціал закладу складають 15 академіків галузевих академій наук, понад 60 докторів наук, професорів, понад 200 кандидатів наук, доцентів.  Серед викладачів та співробітників університету –  корифеї національної вищої школи: заслужені діячі науки і техніки України, заслужені працівники освіти України, заслужені працівники культури України.  Сформувалися і працюють визнані в Україні та світі наукові школи за різними напрямками науки, діють науково-дослідні лабораторії, випускаються п'ять періодичних наукових збірників і журналів.
Життя у відкритому світі спрямовує  діяльність професорсько-викладацького та студентського колективів на зміцнення міжнародних зв'язків. Укладаються угоди з навчальними закладами інших країн, які мають на меті співпрацю на основі удосконалення освітньої та наукової роботи. Міжнародна діяльність ЧДТУ протягом останніх років показує зростання активності в розвитку навчальної та  науково-технічної співпраці зі спорідненими закордонними закладами, зокрема організація міжнародних конференцій з актуальних питань, розширення спільних проектів і програм, здобуття подвійного диплома. Активізувалася участь молодих вчених у проведені спільних досліджень, закордонна практика і стажування студентів і викладачів за кордоном. Науковці ЧДТУ створили міцну платформу для розвитку міжнародного співробітництва та посилення інтеграційних процесів в науково-освітній сфері.
Студентоцентризм є аксіомою у діяльності ЧДТУ. Навколо студентів обертається  і зміст освітнього процесу, і вся організаційно-управлінська діяльність закладу. Тут студент має всі можливості отримати не лише високу професійну кваліфікацію, але й бути активним учасником багатогранного університетського життя. Участь в самоврядуванні сприяє соціалізації особистості студента, допомагає відчути потребу в удосконаленні комунікативних навичок, сприяє розвитку загальної та професійної ерудиції, забезпечує умови для самореалізації та самовдосконалення. Виховання кожного як особистості, формування потреби і здатності до професійної творчості, наукового пошуку, щоб впливати та удосконалювати процеси, які відбуваються в університеті — завдання, що має реальне втілення.
Розвиток студентського самоврядування в університеті виводить ЧДТУ у лідери студентського руху у регіоні. У ЧДТУ студент — це постать, яка в умовах університетського життя максимально розкриває свої професійні та організаційні здібності. Тут студента шанують. А це створює неабиякий клімат спільної роботи, що завжди приводить до успіху. Утверджуючись у статусі рівноправного члена університетської родини, студент бере участь в управлінні навчальним закладом, що робить його відповідальним за ефективну життєдіяльність студентського колективу. Ось чому студентському самоврядуванню приділяється особлива увага.
ЧДТУ створює добрі умови і для навчання, і для виховання, і для всебічного розвитку особистості. Цьому сприяють іміджево-культурологічні проекти, змістовні заходи національно-патріотичного спрямування, традиційні екологічні, спортивні, профорієнтаційні, науково-просвітницькі заходи, зорієнтовані на культурно-просвітницький простір черкаського регіону.
Стали популярними ініційовані ЧДТУ обласні заходи, що проводяться в стінах університету: Фестиваль-конкурс юнацької творчості «Крила», фестивалі «Європейський туризм на мапі Черкащини», «Реклама-фест», фестиваль робототехніки «Робофест ЧДТУ».
В університеті з особливою увагою ставляться до розвитку фізичної культури та спорту, дбаючи, щоб заняття фізичною культурою та спортом стало потребою кожної молодої людини. Для виховання здорової нації у ЧДТУ створена належна спортивна база. Неабиякий інтерес викликають змагання серед студентів різних факультетів. Вихованці університетських спортивних гуртків і секцій виборюють першість на всеукраїнських та міжнародних змаганнях. На рівні університету проводяться спортивно-масові заходи: до Дня студентського спорту, до Дня Українського козацтва, до Дня працівника фізичної культури, першості університету з різних видів спорту, змагання з рухливих ігор та естафет серед збірних команд ЧДТУ тощо. Популярними стали Тижні футболу в ЧДТУ.

## Досягнення

### Спорт
В ЧДТУ на посаді фахівця відділу студентського розвитку та культурних програм працює майстер спорту України  міжнародного класу з футболу Богдан Кулинич, який є гордістю як нашої держави, так і нашого університету, адже він є випускником Будівельного факультету. Богдан Кулинич: 2016 р. — чемпіон XV літніх Паралімпійських ігор, м. Ріо-де-Жанейро (Бразилія); 2013 р. — чемпіон Інтерконтинентального кубку світу, м. Барселона (Іспанія); 2014 р. –  переможець Чемпіонату Європи, м. Порту (Португалія); 2015 р. — срібний призер Чемпіонату світу, м. Манчестер (Велика Британія); 2017 р. — переможець Чемпіонату світу, м. Сан Луїс (Аргентина); 2018 р. — срібний призер Чемпіонату Європи, м. Зейст (Нідерланди); 2019 р. — срібний призер Чемпіонату світу, м. Севілья (Іспанія). З 2013 р. — член Національної паралімпійської збірної команди України з футболу.
ЧДТУ також щиро пишається спортивними досягненнями своїх студентів і випускників. А саме: майстрами спорту України міжнародного класу: Євгенією Архипенко (переможниця Чемпіонату світу з пауерліфтингу серед юніорок та призерка Чемпіонату Європи, випускниця ФГТ 2005 року), Мариною Чорноморець (багаторазова чемпіонка та призерка чемпіонатів України з кульової стрільби, призерка міжнародних змагань, випускниця ФЕУ 2018 року); майстрами спорту України: Мішіко Беселія (професійний боксер, чемпіон України серед професіоналів, випускник ФЕУ 2014 року), Єлизаветою Сікало (учасниця чемпіонатів світу зі стрільби із лука, призерка міжнародних змагань, багаторазова призерка чемпіонатів та кубків України), Олександром Нудьга (чемпіоном України у стрибках в довжину (інваспорт).

### Відомі випускини та співробітники
«Батько» Конституції України — Михайло Сирота
В Черкаському державному технологічному університеті працював відомий український державний, політичний  та громадський діяч, один із авторів Конституції України, якого по праву називають її «батьком» — кандидат технічних наук, доцент, з 1991 по 1994 р. проректор з навчальної роботи Черкаського інженерно-технологічного інституту (нині — ЧДТУ) Михайло Дмитрович Сирота. До речі, Михайло Дмитрович за освітою інженер-будівельник, випускник університету (на той час — Черкаська філія Київського політехнічного інституту).
У 1996 р. Михайло Дмитрович був керівником Тимчасової спеціальної комісії Верховної Ради України з доопрацювання та ухвалення проекту Конституції України. У завершальний період ухвалення основного закону він понад 15 годин простояв за трибуною Верховної Ради, відстоюючи нову Конституцію України. М. Д. Сирота трагічно загинув 25 серпня 2008 року на 53 році життя. У 2017 р. вдячні черкащани встановили на території Площі Знань ЧДТУ пам'ятний знак.
"Ветеран-державник" — Губар Станіслав Іванович

## Регіональний проєкт ЧДТУ «Вчись, працюй, живи на Черкащині!»
Із 2017 р. ЧДТУ активно впроваджує і реалізує — з метою підняття престижності технологічної освіти — регіональний освітній інформаційно-просвітницько-патріотичний проєкт «ВЧИСЬ, ПРАЦЮЙ, ЖИВИ НА ЧЕРКАЩИНІ!».
Головна мета проєкту: підняти на якісно новий рівень престижність регіональних закладів освіти Черкащини всіх рівнів — від середньої освіти до вищої, та підвищити потужність регіональних роботодавців із метою, аби молодь залишалася на Черкащині.
Реалізуючи засади соціального партнерства і дбаючи про майбутнє, технологічний університет спільно з органами державної влади, роботодавцями, профспілками та представниками освіти в ході регіональних форумів і  круглих столів, виїздів по школах і коледжах, наукових пікніків та інших заходів піднімає рівень престижності вищої освіти для випускників шкіл, які вибирають цей авторитетний навчальний заклад, демонструє можливості і перспективи. У ході співпраці з сільськими школами Черкащини ЧДТУ допомагає у розробці дизайн-проектів різних об'єктів у школах на їх замовлення (дизайн їдалень, парків біля шкіл, об'єктів туристичного призначення, актових залів тощо) в рамках студентських курсових і дипломних робіт.

## Світлини

Головний вхід до корпусу №1
Вигляд на корпус №1 з боку бульвару
Їдальня
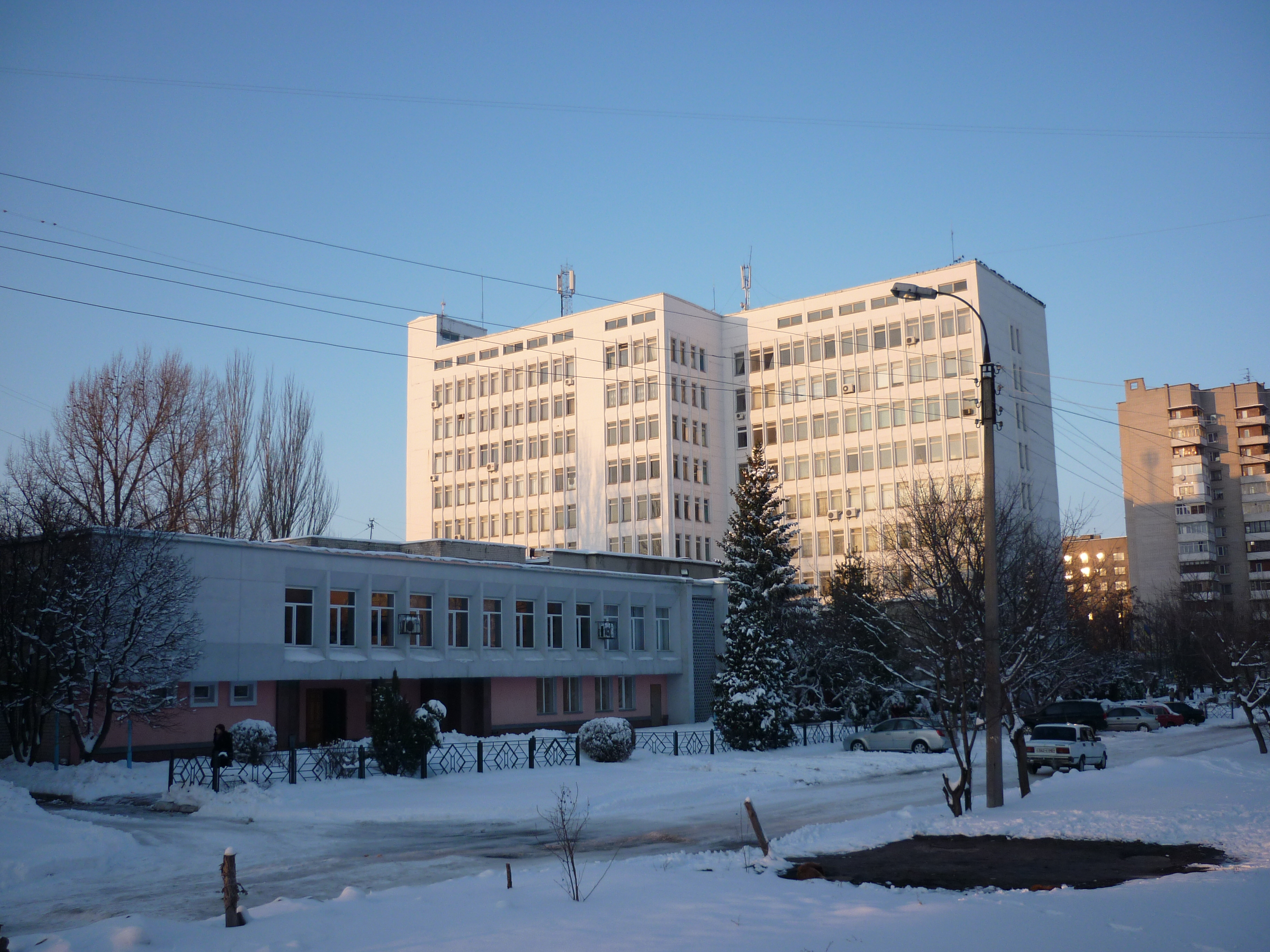
Загальний вигляд на їдальню та корпус №1
5 корпус, Автошкола
5 корпус, Автошкола
Гуртожиток №1
Гуртожиток №2
Головний вхід до корпусу №2
Вигляд на корпус №4
Корпус №10
Мозаїка на фасаді корпусу №10